# Bob Babbitt
Bob Babbitt (* 26. November 1937 in Pittsburgh, Pennsylvania; † 16. Juli 2012 in Nashville, Tennessee) war ein amerikanischer Sessionmusiker (mit dem Hauptinstrument E-Bass), der unter anderem zur später als The Funk Brothers berühmt gewordenen Studioband des Motown-Labels gehörte.

## Leben
Bob Babbitt wurde 1937 als Robert Kreiner, Sohn ungarischer Eltern, in Pittsburgh geboren. Schon früh erhielt er eine klassische Ausbildung am Kontrabass. Daneben prägte ihn die Zigeunermusik seiner Familie. Inspiriert durch die frühe Rhythm-&-Blues-Welle, begann Babbitt mit fünfzehn Jahren in lokalen Clubs aufzutreten. Zwei Jahre später, als er zum ersten Mal einen E-Bass hörte, tauschte er seinen Kontrabass gegen einen Fender Jazz Bass. Die Aussicht auf bessere Arbeitsmöglichkeiten veranlasste ihn 1961, nach Detroit zu gehen. Dort arbeitete er tagsüber am Bau und spielte nachts in Clubs. Innerhalb eines Jahres war er Mitglied der Royaltones, einer lokalen Band, die 1965 Del Shannons Tour- und Studioband war. Mit wachsender Reputation bekam er mehr und mehr Studio-Engagements. Seine erste feste Anstellung als Studiomusiker verschaffte ihm das Golden World Studio des Produzenten Ed Wingate. Hier kam er in Kontakt mit dem Schlagzeuger Benny Benjamin, dem Bassisten James Jamerson und anderen.
Motown-Eigentümer Berry Gordy übernahm das Golden World Studio. Damit wurde Bob Babbitt festes Mitglied einer Gruppe von Studiomusikern, die sich The Funk Brothers nannten. Er wirkte in hunderten von Aufnahmen für die verschiedensten Künstler wie Stevie Wonder, The Platters, Edwin Starr, Jimi Hendrix, Marvin Gaye oder Rare Earth mit, von denen viele internationale Hits wurden. Als Motown 1972 nach Los Angeles umzog, verließ Babbitt die Funk Brothers und arbeitete weiter als freier Studiomusiker. In der Folge wurde er von vielen Produzenten und Studios engagiert und arbeitete mit Musikern der unterschiedlichsten Stile, unter ihnen Phil Collins, Diana Ross oder Elton John.
1973 zog Babbitt nach New York, um ein Angebot des Produzenten Arif Mardin anzunehmen. Bereits nach kurzer Zeit gehörte er, wie andere ehemalige Motown-Musikern, zu den gefragten Studiomusikern der Metropole. Hier nahm er neben vielen anderen mit Künstlern im Bereich des Jazz wie Frank Sinatra, Dee Dee Bridgewater, Herbie Mann, Jimmy McGriff, Houston Person, Dr. Lonnie Smith und Stanley Turrentine, aber auch mit Alice Cooper, Gloria Gaynour, Cissy Houston, Phyllis Hyman, Nils Lofgren und Teddy Pendergrass auf. Daneben tourte er mit Joan Baez und Brenda Lee. 2004 wurde er mit dem Grammy Lifetime Achievement Award geehrt. Zuletzt lebte er mit seiner Frau und drei Kindern in Nashville. Bob Babbitt starb 74-jährig an einem 2011 diagnostizierten, aber nicht operablen Gehirntumor.